# 亭博物馆

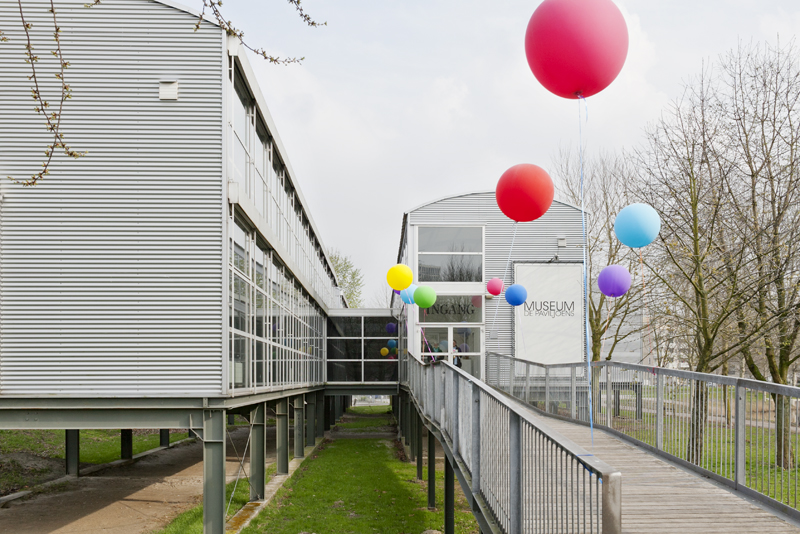
亭博物馆

亭博物馆（荷蘭語：Museum De Paviljoens）是荷蘭弗莱福兰省阿尔梅勒的一家现代艺术博物馆，1994年建立。於2005年獲得AICA證書。2010年和2011年，博物館被雜誌Kunstbeeld評選為荷蘭十大最佳當代藝術博物館。
2013年，博物館建築被荷蘭開發商Shipper Boss收購，並於2013年7月1日關閉。2014年，這些展館被拆除並運至阿默斯福特市。